# Алвизе Лоредан
 Тази статия е за венецианския адмирал.  За дядо му военен и политик вижте Алвизе Лоредан (прокуратор).  
Алвизе Лоредан (на венециански: Alvise Loredan, на италиански: Alvise Loredan) е виден венециански адмирал и държавник от семейство Лоредан. Още млад той става капитан на галера и служи с отличие като военен командир, с дълъг опит в битки срещу османците, от военноморските експедиции в помощ на обсадения Солун (1422 – 1430) до Варненския кръстоносен поход (1 януари 1443 – 10 ноември 1444) и началните етапи на Османско-венецианската война от 1463 – 1479 година, както и войните в Ломбардия срещу Миланското херцогство. Той също така е служил на редица висши държавни длъжности, като провинциален управител, член на мъдреците на Съвета и прокуратор на „Свети Марк“.

## Биография

### Ранни години
Алвизе Лоредан е роден в 1393 година в енорията „Сан Канчано“ във Венеция, единствен син на Джовани Лоредан, дук на Кандия, син на прокуратора на църквата „Сан Марко“ Алвизе Лоредан и племенник на Пиетро Лоредан. Името и произходът на майка му са неизвестни. На 21-годишна възраст той се жени за Андриола, дъщеря на търговеца Кристофоро Негробон, който, макар и богат, очевидно не е член на патрициата, висшата прослойка на венецианската аристокрация. Този брак въвлича Лоредан в търговски дейности, но в които обаче няма особен успех; смъртта на баща му през 1420 година, докато той е дук (губернатор) на Кандия, принуждава Лоредан да поеме ръководството на дома си и към 1423 година Алвизе е постъпил на служба в Републиката като сопракомито (капитан) в една от военните галери, въпреки че през септември същата година му е позволено да се откаже от това задължение поради тежко заболяване.

### Служба по време на обсадата на Солун
В 1425 година Лоредан се появява отново като сопракомито във флота под командването на Фантино Михиел по време на операциите в защита на Солун срещу Османската империя. През юли 1425 година Михиел повежда десет галери на изток от града: венецианците нападат Йерисос и други крепости в околностите му, а след това и Христопол. Венецианците намират крепостта под контрола на 400 османски спахии, под командването на Исмаил бей. Лоредан повежда първата атака, която е отблъсната, и едва след като всички кораби събират силите си, венецианците успяват да преодолеят османската съпротива в четиричасова битка: 41 турци са убити, включително Исмаил бей, и 30 са пленени. Венецианците окупират крепостта, но успехът им е временен, тъй като турците скоро се завръщат с по-големи сили и с щурм превземат крепостта, убивайки или пленявайки венецианския ѝ гарнизон.
Лоредан остава активен в района, тъй като на 22 февруари 1429 година Големият съвет на Венеция го назначава за капитан на голям ког, оборудван с кули, който трябва да бъде изпратен в Солун. На Лоредан и неговия кораб е отредена важна роля в атаката на капитан-генерала на Морето Андреа Мочениго срещу османската военноморска база в Галиполи на 1 юли: неговият голям кораб трябва да се приближи до османските укрепления и да атакува гарнизона с арбалети от близко разстояние, докато останалата част от флота да пробие палисадата, защитаваща пристанището, и да атакува османските кораби, акостирали там. В крайна сметка, въпреки че Мочениго с флагмана си успява да пробие палисадата, другите венециански кораби не го последват, принуждавайки Мочениго да се оттегли с тежки жертви.
Лоредан е капитан на кораб във флота и на следващата година. Флотът напуска Венеция на 5 март, но няколко седмици по-късно, докато все още е на море, научава за падането на Солун под османците (29 март). Генерал-капитан Силвестро Морозини решава да отмъсти за падането на града, като атакувал османска крепост в Дарданелите. Крепостта е до голяма степен разрушена след бомбардировките на флота от 6 до 16 юни, като голяма част от разрушенията се дължат на кораба на Лоредан, който бил специално оборудван с големи артилерийски оръдия. Въпреки това, на 4 септември венецианците сключват мирен договор с османците.

### Служба в Ломбардия
В 1431 година започва третата война срещу Миланското херцогство, управлявано от амбициозния Филипо Мария Висконти. На 19 май Лоредан е избран за капитан на ескадрата, изпратена срещу генуезките кораби във водите на Леванта. Лоредан извършва десант на генуезката колония Хиос. На 27 януари 1432 година е избран за сопракомито във флота на Тиренско море и по този начин попада под командването на чичо си, известния адмирал Пиетро Лоредан. В 1433 – 1434 година той заема първия си граждански пост като подеста (губернатор) и капитан на Белуно. В 1435 година е избран за капитан на мудата (търговски конвой) до Романия (земите на Византийската империя и Черно море).
От декември 1436 година до септември 1438 година Лоредан е провидитор (комисар, отговарящ както за гражданските, така и за военните дела) в Бергамо. Мандатът му съвпада с началото на четвъртата война срещу Милано и офанзивата на Висконти под командването на Николо Пичинино в Ломбардия; в крайна сметка обаче Пичинино се насочва към Бреша, а не към Бергамо.
Приблизително по това време първата му съпруга, с която има двама сина, Франческо и Джовани, умира, и в 1441 година Лордан се жени за Изабела Коко ди Николо, самата тя вдовица от първия си брак с Бенедето Фоскарини. Те имат още двама сина, Марко и Николо. През същата година Лоредан става глава на сестиерата на Дорсодуро, след като премества резиденцията си от традиционната енория на семейството си Санто Канчано на остров Джудека.
Членовене на фамилията Лоредан са поддръжници на традиционната морска ориентация на Венеция и гледат с недоверие на разширяването на Републиката на италианския континент (Тераферма), което я довежда до конфликт с Милано. Алвизе Лоредан също споделя това мнение, както може да се види от предложение, което внася пред Големия съвет през февруари 1442 година, да се нареди на управителите на Бергамо да разрушат укрепленията му като знак на добра воля и доверие към Висконти, след сключването на Кремонския мирен договор с Милано. Предложението не е прието; въпреки това Лореданп е избран за капитан на Залива за годината. През лятото и есента на 1442 година той ръководи операции срещу арагонски корсари във водите край Албания и Южна Италия и също така завладява градовете Зента и Будуа. На 3 февруари 1443 година Лоредан е избран за прокуратор на „Свети Марк“, отговарящ за самата катедрала, но му е позволено да продължи да живее на Джудека срещу годишен наем от 70 дуката.

### Варненски кръстоносен поход
По същото време той е избран за генерален капитан на Морето, като част от антиосманския кръстоносен поход, организиран от крал Владислав Полски и Унгарски Янош Хуняди. Венецианците обаче не предприемат никаква сериозна дейност през годината и на 11 ноември 1443 година Лоредан е назначен за един от Мъдреците за водите - длъжностни лица, натоварени с надзора на водните пътища на Венецианската лагуна. На 25 април 1444 година Лоредан е назначен за командир на венецианските и папските ескадри, които трябва да отплават, за да участват в кръстоносния поход. Неговите инструкции, получени на 17 юни, са да попречи на османския султан Мурад II да премине с армията си в Анатолия и да се насочи срещу Ибрахим II Карамански, който е съюзник на Християнската лига. В крайна сметка Лоредан достига турските проливи твърде късно, за да спре Мурад. Тъй като християнската офанзива на Балканите се забавя, на 9 септември той получава инструкции от Венеция да се въздържа от офанзивни действия и да започне тайни преговори със султана, който междувременно побеждава Караманидите. След като кръстоносната армия започва нахлуването си обаче, на Лоредан му е възложено да възпрепятства завръщането на османската армия в Европа. Лоредан блокира Дарданелите, но Мурад прекосава Босфора северно от Константинопол. В резултат на това на 11 ноември, в битката при Варна, османците нанасят съкрушително поражение на кръстоносната армия. Докато Венеция преговаря за мир със султана, Лоредан прекарва следващата година в плаване с флота си в Бяло море, за да защитава владенията и съюзниците на Венеция от османски репресии.

### По-късна кариера
В края на 1445 година Лоредан се завръща във Венеция, за да разпусне флота си. През октомври 1446 година той става член на Мъдреците на Съвета, а на 28 ноември става член на зонтата на Съвета на десетте по въпроса за Якопо Фоскари, син на дожа Франческо Фоскари: позволено му е позволено да се завърне от изгнание в Навплия в Зеларино, в непосредствена близост до Венеция. На 23 февруари 1447 година е избран за провидитор в лагера - комисар на генерал-капитана на армията, за новата война срещу Милано, но отказва да поеме поста поради влошено здраве. На 17 март отива в Рим като част от посолство, за да поздрави новия папа Николай V. След завръщането си той отново е избран за провидитор в лагера на 25 август, за да помогне на колегата си Герардо Дандоло. Той приема, но продължава да е в лошо здраве и на 14 ноември се завръща във Венеция. След победата на миланците в битката при Караваджо, на 8 ноември 1448 година е избран за посланик, заедно с Паскуале Малипиеро, при миланския командир Франческо Сфорца, с когото Венеция сключва пакт: в замяна на обещанието му за управление на Милано, Сфорца се съюзява с Венеция. След кратък период като провидитор в лагера на Бреша, Лоредан се завръща във Венеция, където на 6 февруари 1449 година става член на зонтата, свикана да съди падуански бунтовници. През юли, след като е избран отново за капитан на Морето във войната, започната от Алфонсо V Арагонски, който като крал на Неапол претендира за Йонийските острови, венецианско владение, Лоредан повежда флот от 35 галери, за да нападне Месина и бреговете на Сицилия, и постига голям успех, когато нахлува в пристанището на Сиракуза и унищожава корабите, които се намират там. Той се завръща във Венеция през ноември 1449 година, когато е избран за един от провидиторите на солта. Конфликтът приключва на 2 юли 1450 година с компромисен мир.
Лоредан се появява отново през август 1453 година като провидитор на Венецианския арсенал; след падането на Константинопол той и неговият колега Веторе Капело са натоварени със строежа на нови военни галери. През октомври той отново е избран за мъдрец на Съвета до март 1454 година, а след това отново през октомври 1454 година до март 1455 година. В това си качество е изпратен при Бартоломео Колеони, за да му предложи поста генерал-капитан на венецианските армии, но с намалена заплата поради преобладаващите мирни условия. През следващите години той е почти непрекъснато член на Мъдреците на Съвета. През април 1457 година получава разрешение да напусне града за четири месеца поради чума. През октомври 1458 година той се противопоставя на предложението на папата да се проведе общо събрание на християнските владетели в Удине с цел подготовка на нов антиосмански кръстоносен поход. През декември 1460 година е натоварен с разследването на присъдите, произнесени от Аудиторите на присъдите. През януари 1461 година той отново е един от провидорите по солта.

### Венецианско-турска война (1463 – 1479)
На 4 февруари 1463 година, докато отново е член на Мъдреците на Съвета, Лоредан е избран за капитан на морето в конфликта с османците в Морея. Тъй като венецианците се надяват да овладеят конфликта, първоначалните му заповеди са белязани от предпазливост: той трябва да патрулира в Бяло море и да защитава всички венециански територии, но да ограничи офанзивните действия най-много до залавяне на генуезки кораби. След османското превземане на Аргос на 3 април обаче ситуацията се променя и Венеция обявява война на османците. Между юни и август Лоредан превозва армия под командването на маркиз Бертолдо д'Есте край Модон и Навплия. Венеция първоначално има бързи успехи: Аргос е отвоюван в началото на август, а венецианците укрепили отново Коринтския провлак, възстановили стената Хексамилион и я оборудват с много оръдия. След това те продължават да обсаждат крепостта Акрокоринт, която контролира северозападна Морея. Венецианците влизат в многократни сблъсъци със защитниците и с изпратената на помощ армия под командването на Омер бей Тураханоглу, докато не претърпяват голямо поражение на 20 октомври, което води до раняването и последвалата смърт на Д'Есте. След това венецианците са принудени да вдигнат обсадата и да се оттеглят зад Хексамилиона. След пристигането на значителни османски подкрепления под командването на великия везир Вели Махмуд паша, венецианците, чиято армия е изтощена от дизентерия, изоставят Хексамилиона без бой и се оттеглят към крайбрежните си крепости. Османците отново разрушават стената и напредват в Морея. Аргос се предава и е разрушен, а няколко крепости и градове, които са признали венецианската власт, се връщат към подчинение на империята.
След отстъплението на венецианците, Лоредан се опитва да спечели предимство за Венеция, като превзема Лемнос, а след това хвърля котва в колонията Негропонте. Лоредан иска да се завърне във Венеция и Сенатът избрал Орсото Джустиниан за негов наследник. Прехвърлянето на властта се състои в Модон на 28 февруари 1464 година и Лоредан се завъръща у дома. На 5 септември той е избран за пратеник, който да поздрави новия папа венецианец Павел II, но Лоредан отказва да приеме; правителството му позволява да отложи посолството до следващата пролет, но в крайна сметка избират негов заместник.
На 4 септември 1465 година той отново, за четвърти път, е избран за генерал-капитан на Морето в продължаващата война с османците. Въпреки лошото си здраве, той приема, но скоро състоянието му се влошава до такава степен, че на 7 февруари 1466 година Веторе Капело е избран да го замести. Лоредан умира във Венеция на 6 март и е погребан в църквата „Санта Мария дей Серви“ във Венеция.

### Цитирана литература
- Babinger, Franz. Mehmed the Conqueror and His Time. Bollingen Series 96. [1978].   Princeton, New Jersey, Princeton University Press, 1992.
- Gulino, Giuseppe. LOREDAN, Alvise //   2005.
- Μέρτζιος, Κωνσταντίνος. Μνημεία Μακεδονικής Ιστορίας. Β ́.   Θεσσαλονίκη, Εταιρεία Μακεδονικών Σπουδών, 2007. ISBN 978-960-7265-78-4. (на гръцки)
- Romano, Dennis. The Likeness of Venice: A Life of Doge Francesco Foscari.   Yale University Press, 2007. ISBN 978-0-300-11202-3.
- Setton, Kenneth M. (1978). The Papacy and the Levant (1204–1571), Volume II: The Fifteenth Century. Philadelphia: The American Philosophical Society, ISBN 0-87169-127-2, https://books.google.com/books?id=0Sz2VYI0l1IC
- Stahl, Alan M. Michael of Rhodes: Mariner in Service to Venice //  The Book of Michael of Rhodes: A Fifteenth-Century Maritime Manuscript. Volume III: Studies.   Cambridge, Massachusetts, MIT Press, 2009. ISBN 978-0-262-12308-2. с. 35–98.
- Vacalopoulos, Apostolos E. History of Macedonia 1354–1833.   Thessaloniki, Institute for Balkan Studies, 1973.